# Santa Maria (Brazylia)
Santa Maria (dawniej Santa Maria da Boca do Monte)  − miasto w południowej Brazylii, w stanie Rio Grande do Sul.
Około 243,6 tys. mieszkańców.
W mieście ma siedzibę klub piłkarski EC Internacional.